# Пам'ятник Тарасові Шевченку (Черкаси)
Па́м'ятник Тара́сові Шевче́нку — пам'ятник українському поету і мислителю Тарасові Григоровичу Шевченку, встановлений в місті Черкаси в 1964 році.

Пам'ятник Тарасові Шевченку

## Загальна інформація
Відкриття пам'ятника відбулось 1964 року і було приурочено до 150-річчя від дня народження великого поета. Розташований на розі бульвару Шевченка і вулиці Дашкевича, поруч з будівлею обласного музично-драматичного театру імені Т. Г. Шевченка, таким чином, композиційно завершивши площу Тараса Шевченка.
Авторами пам'ятника виступили: скульптори М. К. Вронський, О. П. Олійник, архітектор В. Г. Гнєзділов. Скульптуру Шевченка виготовлено в київських майстернях Художнього фонду України. Пам'ятник являє собою бронзову скульптуру поета заввишки 3 м, встановлену на гранітному постаменті заввишки 4 м.
Нижню частину пам'ятника доповнено висіченою з граніту скульптурною композицією персонажів шевченківських творів — сліпого кобзаря, Катерини і Прометея. У верхній частині постаменту викарбувано напис: Т. Г. Шевченко. 1814 — 1861.

## Джерело
- Пам'ятки міста Черкаси [Архівовано 20 січня 2013 у Wayback Machine.] на Сайт міста Черкаси [Архівовано 26 березня 2010 у Wayback Machine.]